# Ruralisme
Le ruralisme désigne la « science du mieux vivre dans les campagnes » ou la « tendance à idéaliser la vie à la campagne ». Le terme est aussi utilisé pour qualifier la « politique qui consiste à améliorer le sort de ceux qui vivent des produits de la terre »,.

## Histoire
Le terme de ruralisme est utilisé la première fois par Maurice Vignerot, ingénieur du génie rural, des eaux et des forêts, en 1916 à l'occasion d'une conférence à l'Exposition de la Cité Reconstituée.
Le terme agrarisme est également employé dans la défense des intérêts agraires et des populations rurales.
Gaston Bardet peut être considéré comme une des figures ayant sorti le ruralisme d'une simple discipline administrative. Il utilisera ce terme dans un certain nombre d'articles et dans ses principaux ouvrages dès les années 1940.
Le 3 novembre 1959, le journaliste François-Henri de Virieu appelle dans Le Monde à « créer le ruralisme comme on a créé l'urbanisme ».
Mais c'est sans doute l'ouvrage de Louis Leroy, sobrement intitulé le Ruralisme, comment aménager nos campagnes publié en 1960 par les éditions Économie et humanisme, qui va constituer le ruralisme comme une réelle discipline. Louis Leroy lui donne une histoire et une origine avec ce fameux discours de Maurice Vignerot. Sont ainsi posées des bases théoriques, notamment avec la référence au travail de Gaston Bardet.
Ce sera alors le début d'un fort développement pour le ruralisme, mais sous un autre nom. En effet à la suite de son ouvrage, Louis Leroy crée la Confédération nationale pour l'aménagement rural (CNAR) qui tente de mettre en pratique les principes qu'il a définis. Le terme de ruralisme ne sera plus utilisé, quand celui d'aménagement rural prévaut largement. Le lancement de cette confédération, les premières études menées par le Centre d'étude pour le ruralisme et l'aménagement des campagnes (Cerac) ou encore le lancement d'une revue Espace 90 qui prend la suite des Cahiers du Ruralisme vont alerter les pouvoirs publics sur l'importance que revêtent les campagnes françaises et la problématique de leur aménagement. Un important dispositif est déployé au sein de la direction départementale de l'Agriculture et de la Forêt pilotée par la Direction de l'Aménagement Rural qui aura son Atelier Centre d'Étude d'Aménagement Rural et s'appuie sur des organes locaux au niveau des régions et des départements.
Ainsi, le ruralisme est un enfant du génie rural mais va prendre son propre envol et ses propres marques. Il reste pourtant confidentiel. On lui préfère par exemple l'urbanisme rural plus restrictif. Aujourd'hui, peu de personnes se revendiquent ruralistes et quelques mouvements politiques seulement.

## En politique
- En France : l'ancien député Jean Lassalle[6] ; Le Mouvement de la ruralité.
- En Mélanésie : le socialisme mélanésien.

## Dans la littérature
- L'écrivain Henri Vincenot se positionne dans son œuvre comme un défenseur de la ruralité[7].
- Le courant littéraire espagnol de la génération de 98 (qui cherchait dans le « paysage et le paysannage » (« paisaje y el paisanaje »), en particulier ceux de Castille, l'essence de « ce qui est espagnol »), en opposition à la génération de 14, où l'attention se tourne vers la ville et les valeurs urbaines (« civiles et civilisatrices »).